# آویز جیسون
آویز جیسون (انگلیسی: Jason Pendant؛ زادهٔ ۹ فوریهٔ ۱۹۹۷) بازیکن فوتبال اهل فرانسه است.
از باشگاه‌هایی که در آن بازی کرده‌است می‌توان به باشگاه فوتبال سوشو اشاره کرد.
وی همچنین در تیم‌های ملی فوتبال France national under-16 football team و زیر ۱۸ سال فرانسه بازی کرده‌است.